# Dürnstein in der Steiermark
Dürnstein in der Steiermark is een gemeente in de Oostenrijkse deelstaat Stiermarken. Het is een ortschaft van de gemeente Neumarkt in der Steiermark, die deel uitmaakt van het district Murau.
De gemeente Dürnstein in der Steiermark telde op 31 oktober 2013 278 inwoners. In 2015 ging ze samen met Kulm am Zirbitz, Mariahof, Neumarkt in Steiermark, Perchau am Sattel, Sankt Marein bei Neumarkt en Zeutschach, op in de nieuwe gemeente Neumarkt in der Steiermark. Dat gebeurde ondanks een bezwaar van de gemeente Dürnstein in der Steiermark bij het Oostenrijkse Verfassungsgerichtshof.
Stadsgemeenten:
Murau ·
Oberwölz

Marktgemeenten:
Mühlen ·
Neumarkt in der Steiermark ·
Sankt Lambrecht ·
Sankt Peter am Kammersberg
Scheifling ·

Overige gemeenten:
Krakau ·
Niederwölz ·
Ranten ·
Sankt Georgen am Kreischberg ·
Schöder ·
Stadl-Predlitz ·
Teufenbach-Katsch
- Gemeinsame Normdatei: 16095554-3
- Virtual International Authority File: 165263116